# Ida Waterman
Ida Waterman, nascuda Ida Shaw (Philadelphia, Pennsylvania, U.S. 10 de març, 1852 - Cincinnati, Ohio, U.S. 22 de maig, 1941), va ser una actriu d'escenari i cinema.
Waterman va aparèixer una trentena o més de produccions de Broadway entre finals de la dècada de 1880 i principis de la dècada de 1920. Va interpretar Elise Claremont a la comèdia còmica de 1889 Our Flat i l'any següent fou la senyora Kirke a Men and Women al costat de Maude Adams. El 1899 va ser la senyora Crawley a Becky Sharp (més tard es va convertir en la pel·lícula de 1934 Becky Sharp) i el 1922 va tancar la seva carrera a Broadway interpretant a Mrs. French a Lawful Larceny.
Waterman va ser popular en nombroses pel·lícules mudes entre els adolescents i els anys vint com a actriu gran secundària com Kate Lester. Després de dècades de ser una actriu d'escenari victoriana i eduardiana, Waterman es va traslladar al cinema mut a la dècada de 1910. Va morir el 1941 a Cincinnati, Ohio.

## Filmografia seleccionada
- The Eagle's Mate (1914)
- Behind the Scenes (1914)
- Aristocracy (1914)
- Are You a Mason? (1915)
- The Ringtailed Rhinoceros (1915)
- Esmerelda (1915)
- Stella Maris (1918)
- Amarilly of Clothes-Line Alley (1918)
- Mr. Fix-It (1918)
- Sadie Love (1919)
- A Misfit Earl (1919)
- Counterfeit (1919)
- Lure of Ambition (1919)
- On with the Dance (1920)
- Lady Rose's Daughter (1920)
- Her Lord and Master (1921)
- The Inner Chamber (1921)
- The Lotus Eater (1921)
- Love's Redemption (1921)
- Her Lord and Master (1921)
- Notoriety (1922)
- A Society Scandal (1924)
- The Enchanted Cottage (1924)
- The Swan (1925)
- That Royle Girl (1925)
- A Social Celebrity (1926)
- Say It Again (1926)